# Litfiba Rare & Live
Litfiba Rare & Live è una raccolta di album della rockband italiana Litfiba, distribuita a partire dal 15 giugno 2011. Pubblicata come box set la raccolta, come suggerito dal nome, contiene album live e rarità della band toscana, come il primo album in assoluto, la colonna sonora Eneide di Krypton, il primo (ma per molti ancora inedito - ne furono infatti diffuse all'epoca solo 120 copie numerate in MC) live "Live in Berlin", e l'ultimo, Stato libero di Litfiba; tutti gli album contenuti nel box (complessivamente 12) sono stati ristampati sotto forma di picture disc, e l'intera tracklist è stata caricata su una pendrive inclusa nel set.
Il cofanetto comprende anche altri oggetti, come poster e foto autografate.

## Contenuto completo

### Album
- Eneide di Krypton, 1 disco, 1983
- Live in Berlin, 1 disco, 1984
- Colpo di coda, 2 dischi, 1994
- Lacio drom, 1 disco, 1995
- Croce e delizia, 2 dischi, 1998
- '99 Live, 2 dischi, 2005 (ma, come dice il titolo, registrato nel 1999)
- Stato libero di Litfiba, 3 dischi, 2010.

Eneide è l'unico album inciso in studio, gli altri sono tutti live.

### Altri oggetti
- Sei pass laminati
- Chiave USB contenente tutti i brani presenti nei picture disc
- Foto a colori di Piero Pelù e Ghigo Renzulli, autografata da entrambi in originale
- Bandiera del Tour "Stato Libero di Litfiba"
- Poster del tour.